# Иссерлис, Стивен
Стивен Иссерлис (англ. Steven Isserlis, род. 19 декабря 1958, Лондон) — британский виолончелист и автор популярных книг для детей о классической музыке.

## Биография
Родился в еврейской музыкальной семье российского происхождения. Его дед — пианист и педагог Юлий Давыдович Исерлис, отец — пианист Георгий Юльевич Иссерлис, обе сестры (Рэйчел и Аннет) — скрипачки.
Иссерлис учился в Оберлинской консерватории (Огайо, США) у Ричарда Капусински, его стиль сложился под воздействием Даниила Шафрана.

## Творчество
В репертуаре Иссерлиса — произведения европейской классики, сочинения романтиков (Шуман, Бетховен, Брамс, Дворжак). В 2007 году он записал виолончельные сюиты Баха, за что получил премию фирмы «Граммофон».

## Творческие контакты
Выступал вместе с Табеей Циммерман (альт), Джошуа Беллом (скрипка) и Теодором Курентзисом (дирижер).

## Признание
- Орден Британской империи (1998)
- Премия Роберта Шумана (2000)
- Золотая медаль Министерства культуры Республики Армения (2018)[1]

Введён в Зал славы журнала Gramophone .
По мнению британской прессы, один из ведущих мировых виолончелистов. 

## Книги
- Всякие диковины про Баха и Бетховена. — СПб.: Нота Ми: Азбука-классика, 2007.